# キュールピップ
キュールピップ（Curepipe）は、モーリシャスの都市。
2015年7月1日の人口は7万9112人。
モーリシャス島中央部の高地に位置し、プレーン・ウィルヘルム県に属する。
ここから首都ポートルイスまでの間にはボーバッサン・ローズヒルやカトル・ボルヌといった街が連なり、連続した市街地を形成している。
キュールピップは高原にあり、海岸地域に比して冷涼な気候を持つため、この島に植民したヨーロッパ人たちは避暑地や高級住宅地としてこの地を開発した。
周辺の農地はモーリシャス島他地域に多いサトウキビのプランテーションではなく、高原の気候を生かした茶畑が広がっている。
街は高原上に広がっており、それ程まとまった繁華街があるわけではないが、島のほぼ中央にあって交通の便がよいため商業が盛んである。
ショッピングモールが多数あり、地元民のみならず観光客も多く訪れる。